# Altenbamberg
Altenbamberg là một xã thuộc huyện Bad Kreuznach bang Rheinland-Pfalz, phía tây nước Đức. Xã Altenbamberg có diện tích 7,53 km².